# Guerelma Erdyníyeva
Guerelma Erdyníyeva (en ruso: Гэрэлма Эрдыниева; 11 de noviembre de 1966) es una deportista rusa que compitió en tiro con arco, en la modalidad de arco recurvo. Su hija Natalia compitió en el mismo deporte.
Ganó una medalla de bronce en el Campeonato Mundial de Tiro con Arco en Sala de 2003 y una medalla de oro en el Campeonato Europeo de Tiro con Arco en Sala de 2004, ambas en la prueba de equipo.

## Palmarés internacional
| Campeonato Mundial en Sala | Campeonato Mundial en Sala | Campeonato Mundial en Sala | Campeonato Mundial en Sala |
| Año                        | Lugar                      | Medalla                    | Prueba                     |
| -------------------------- | -------------------------- | -------------------------- | -------------------------- |
| 2003                       | Nimes (Francia)            | Medalla de bronce          | Equipo                     |
| Campeonato Europeo en Sala |                            |                            |                            |
| Año                        | Lugar                      | Medalla                    | Prueba                     |
| 2004                       | Sassari (Italia)           | Medalla de oro             | Equipo                     |